# Crkva sv. Georgija u Starom Nagoričanu
Sveti Georgi (makedonski: Црква „Св. Великомаченик Георгиј“) je pravoslavna crkva u Starom Nagoričanu, pored grada Kumanova u Republici Makedoniji. 
Crkva Sv.Georgi je zbog svoje arhitekture i fresaka, najznačajniji kulturno povijesni spomenik tog dijela Makedonije.

## Povijest
Prvotna crkva je izgrađena 1071. godine u vrijeme vladavine bizantskog cara Romana IV. Diogena (1068. – 1071.). Ta građevina kako danas pokazuju arheološka istraživanja bila je monumentalnih dimenzija, građena je od velikih kamenih blokova. Ni danas se jasno ne zna, kad i od koga je razrušena.
Od 1313. do 1318. godine srpski kralj Milutin izradio je novu crkvu, na ostatcima stare. Arhitektonski to je lijepi primjer bizantske crkvene umjetnosti 14. stoljeća.
Freske u crkvi su iz vremena dinastije Paleologa ( paleološka renesansa), freske su naslikali solunski slikari Mihailo i Evtihij. Jedna od njihovih fresaka prikazuje samog kralja Stefana Uroša II. i njegovu četvrtu ženu Simonidu Paleolog.
U crkvi je pokopan bugarski car Mihajlo Asen III. Šišman, koji je podlegao nakon rana dobivenih u bitci kod Velbužda 28. srpnja 1330. godine.

## Vanjske poveznice
- Crkva Sv. Georgi na Portalu Makedonska kulturna baština